# Callan (città)
Callan (in irlandese: Callainn ) è una cittadina nella contea di Kilkenny, in Irlanda.